# Soft rock
Soft rock (hay light rock) là một dạng phái sinh của pop rock có nguồn gốc từ cuối những năm 1960 ở khu vực Nam California và Vương quốc Anh. Phong cách mượt mà trên các cạnh của ca sĩ-nhạc sĩ và nhạc pop rock, dựa trên những bài hát đơn giản, du dương với những sản phẩm lớn và vui vẻ. Soft rock đã phổ biến trên đài phát thanh trong suốt những năm 1970 và cuối cùng biến thành âm nhạc tổng hợp của nhạc người lớn đương đại vào những năm 1980.

## Lịch sử

### Giữa đến cuối những năm 1960
Những âm thanh nhẹ nhàng hơn trong nhạc rock có thể được nghe trong các bài hát giữa thập niên 1960, như "Here, There and Everywhere" của Beatles  và "I Love My Dog" của Cat Stevens, từ năm 1966.
Đến năm 1968, hard rock đã được phát triển thành một thể loại chính thống. Từ cuối những năm 1960, việc phân chia nhạc rock chính thống thành nhạc rock mềm và cứng trở nên phổ biến, với cả hai định dạng radio lớn ở Mỹ. Những nghệ sĩ rock mềm cuối thập niên 1960 bao gồm Bee Gees, có bài hát " I Started a Joke " là đĩa đơn số một ở một số quốc gia; Neil Diamond với bản hit " Sweet Caroline " năm 1969, Hollies với bản hit Top 10 của Hoa Kỳ và Vương quốc Anh " He Ain't Heavy, He's My Brother " và Elton John với bài hát nổi tiếng "Skyline Pigeon".

### Đầu những năm 1970
Đến đầu những năm 1970, các bài hát nhẹ nhàng hơn của Carpenters, Anne Murray, John Denver, Barry Manilow và thậm chí Barbra Streisand bắt đầu được phát thường xuyên hơn trên đài phát thanh "Top 40" và những bài khác được thêm vào các bản hòa âm trên nhiều đài phát thanh nhạc người lớn hiện đại. Ngoài ra, một số đài này thậm chí còn chơi các bài hát nhẹ nhàng hơn của Elvis Presley, Linda Ronstadt, Elton John, Rod Stewart, Billy Joel và các nghệ sĩ nhạc rock khác.
Các nghệ sĩ lớn thời bấy giờ bao gồm Barbra Streisand, Carole King, Cat Stevens, James Taylor  và Bread.
Các bảng xếp hạng Hot 100 và Easy Listening trở nên giống nhau một lần nữa vào cuối những năm 1960 và đầu những năm 1970, khi kết cấu của phần lớn âm nhạc được phát trên đài phát thanh Top 40 một lần nữa bắt đầu trở nên mềm mại hơn. Định dạng nhạc đương đại dành cho người lớn bắt đầu phát triển thành âm thanh mà sau này trở thành định nghĩa cho soft rock, với các hoạt động định hướng nhạc rock như Chicago, Eagles và Elton John trở nên gắn liền với định dạng. Phiên bản hit "(They Long to Be) Close to You" của The Carpenters đã được phát hành vào mùa hè năm 1970, tiếp theo là " Make It with You " của Bread, cả hai là các ví dụ ban đầu về nhạc rock nhẹ nhàng hơn đang thống trị bảng xếp hạng.